# Live and Rare
Live and Rare – płyta Jane’s Addiction. Została wydana w 1991 roku. Jest to płyta wydana tylko w Australii i Japonii. Limitowana wersja zapakowana w metalowe pudełko-trumnę zawierała dodatkowo certyfikat autentyczności i 4 fotografie. Nagrania z tej płyty są również dostępne na wielu singlach Jane’s Addiction.

## Lista utworów
1. „Been Caught Stealing (remix)”
2. „Had a Dad (demo)”
3. „L.A. Medley”
4. „Had a Dad (live)”
5. „Three Days (part 1)”
6. „Three Days (part 2)”
7. „I Would For You (demo)”
8. „Jane Says (demo)”
9. „No One's Leaving (live)”
10. „Ain't No Right (live)”